# 卑彌弓呼
卑彌弓呼（生卒年不詳）為《三國志》中記載魏國歷史的《魏書·東夷傳》（一般日本通稱為《魏志倭人傳》）裡記載之狗奴國國王，而掌握實權的官員為狗古智卑狗。近代歷史學者內藤湖南則認為，應該寫成卑彌弓呼素（ひめこそ），詳見下文「考據諸說」解釋。

## 概要
《魏書·東夷傳》之原文為：
|  | 其南有狗奴國，男子爲王，其官有狗古智卑狗，不屬女王。 其八年，太守王頎到官。倭女王卑彌呼與狗奴國男王卑彌弓呼素不和，遺倭載斯、烏越等詣郡，說相攻擊狀。 |

南有狗奴國，國王為男性，下屬為狗古智卑狗，不隸屬於卑彌呼。
正始八年（西元247年）王頎任帶方郡太守，邪馬台國女王卑彌呼與狗奴國王卑彌弓呼向來不睦，派遣載斯、烏越等向王頎報告兩國之戰事。

## 考據諸說
關於卑彌弓呼與狗奴國，許多學者提出歧異的看法。提倡邪馬台國畿內說的歷史學家內藤湖南認為應該寫成「卑彌弓呼素」，其中「呼素」推測為襲國首領。襲國位於熊襲領土域內（今九州南部），除了內藤外，新井白石、白鳥庫吉、津田左右吉、井上光貞、喜田貞吉等學者咸認為狗奴國在熊襲，故而此人可視為熊襲之人物。
另一歷史學家山田孝雄則認為狗奴國位於毛野國（今群馬縣、栃木縣一帶），故卑彌弓呼屬於「毛人」（大和王權對蝦夷之稱呼）。另外，本居宣長、吉田東伍等學者則提出狗奴國位於伊予國風早郡河野鄉（今愛媛縣松山市北條附近）之見解。
創設美國哥倫比亞大學日本文化研究所的學者角田柳作於1951年翻譯《魏志倭人傳》時，將卑彌弓呼翻译为Himikuku（ひみくく）或Pimikuku（ぴみくく），后一种拼写以日語的唇音退化學說（請同時參考ハ行轉呼、日文版維基百科は行等條目）为依据。卑彌弓呼的发音还有「HimiKyūko」（ひみきゅうこ）、「Himikuko」（ひみくこ）等说，还有一说为「Hikomiko」（ひこみこ，漢字寫成「彥御子」）的誤记。
民间研究者佐藤裕一支持「彥御子之誤讀」的說法，他認為卑彌弓呼正確應寫成「卑弓彌呼」（同彥御子之讀法），便是指王子或者天皇的兒子（這是彥御子之本義）。佐藤進一步解釋卑彌呼也可寫成「姫御子」，乃指公主或者天皇的女兒、內親王等；因此「卑弓彌呼」與「卑彌呼」是對等的名詞。佐藤主张这两者不局限于天皇的子女，而可以作为“男王”和“女王”的称呼。

## 內部連結
- 狗古智卑狗
- 狗奴國

## 外部連結
- （日語）魏志倭人傳：紹熙本系百衲本掃描圖檔（页面存档备份，存于）